# Краљевски колобус
Краљевски колобус (лат. Colobus polykomos) је врста примата (Primates) из породице мајмуна Старог света (Cercopithecidae). 

## Распрострањење
Ареал врсте покрива средњи број држава. 
Врста има станиште у Гвинеји, Гвинеји Бисао, Либерији, Сенегалу, Сијера Леонеу и Обали Слоноваче.

## Опис
Краљевски колобус достиже величину од 45 до 72 цм, док је дужина репа између 52 и 100 цм. Тежина се креће у распону од 5 до 14 кг, при чему су мужјаци нешто крупнији од женки (полни диморфизам). Типичан мужјак тежи у просеку нешто мање од 10 кг, док типична женка има тежину која не прелази 8,3 кг.
Краљевски колобус припада групи црно-белих колобуса. Њено тамно крзно је допуњено сребрнастим, продуженим длакама на раменима и предњем делу подлактица, а реп је беле боје. Лице је уоквирено сребрносивим крзном.

## Станиште
Станиште врсте су шуме. 

## Угроженост
Ова врста се сматра рањивом у погледу угрожености врсте од изумирања.